# Mizasta gora (ozvezdje)
Mizasta gora ali Miza je ozvezdje na južni nebesni polobli blizu južnega nebesnega tečaja, eno od 14, ki jih je v 18. stoletju oblikoval francoski astronom Nicolas-Louis de Lacaille. Latinsko ime Mensa se nanaša na Mizasto goro (Mons Mensae) nad Cape Townom v Južnoafriški republiki. Je eno od 88 sodobnih ozvezdij. Pokriva območje 153,5 kvadratnih stopinj v obliki sklepnika v oboku/loku. Po Oktantu je drugo najbolj južno ozvezdje, v celoti vidno samo opazovalcem južno od zemljepisne širine 5°N.
Je eno najbolj medlih ozvezdij na nebu in ne vsebuje nobene vidno svetle zvezde. Alfa Mize je najsvetlejša, a vseeno komaj vidna zvezda na predmestnem nočnem nebu. Dva zvezdna sistema vsebujeta planete. Del Velikega Magellanovega oblaka leži znotraj meja ozvezdja. Nekaj zvezdnih kopic in kvazar se nahajajo znotraj meja ozvezdja.

## Zgodovina
Ozvezdje se je najprej imenovalo Mons Mensae v čast Mizasti gori nad mestom Cape Town ("mesto na rtu") v Južnoafriški republiki. De Lacaille se je spomnil, da se Magelanovima oblakoma včasih reče tudi Oblaka Cape in da je Mizasta gora pogosto prekrita z oblaki, ko preko nje piha jugovzhodni nevihtni veter, zato je napravil na nebu "mizo, ki je pod oblaki". Lacaille je med dvoletno ekspedicijo na Rtu dobrega upanja katalogiziral 10.000 zvezd južne nebesne poloble, ki jih iz Evrope ne vidimo. Miza je edino ozvezdje, ki ga ni posvetil nekemu izumu iz dobe razsvetljenstva. John Herschel je predlagal, da se ime skrajša v Menso, kar je pogosto počel tu sam Lacaille.
Čeprav niso zvezde v Mizi del nobene starodavne mitologije, je o gori, po kateri je ozvezdje poimenovano, znanih veliko mitov. V nizozemščini in nemščini je znana kot "Tafelberg" in ima dve sosednji gori, "Hudičev vrh" in "Levovo glavo". Vključena je tudi v mitologijo Rta Dobrega upanja, kjer je zloglasna po nevihtah. Raziskovalec Bartolomeu Dias jo je videl kot nakovalo za nevihte. Nek drug mit govori o Mornarju Sinbadu, arabskemu ljudskemu heroju, ki jo je videl kot magnet, ki vleče ladje na dno morja.

## Značilnosti
Miza meji na Zlato ribo na severu, na Malo vodno kačo na severozahodu in zahodu, na Kameleona na vzhodu, na Letečo ribo na severovzhodu in na Oktant na jugu. Pokriva območje 153,5 kvadratnih stopinj oz. 0,372% neba, kar ga uvršča na 75. mesto med 88 ozvezdji. Tričrkovna oznaka Mednarodne astronomske zveze iz leta 1922 je "Men". Uradne meje je leta 1930 začrtal Eugène Delporte; definira jih osemkotnik. V ekvatorskem koordinatnem sistemu ležijo koordinate rektascenzije teh meja med 03h 12m 55.9008s in 07h 36m 51.5289s, koordinate deklinacije pa med −69.75° in −85.26°. Celotno ozvezdje vidijo vsi opazovalci južno od zemljepisne širine 5°N.

### Zvezde
Lacaille je poimenoval 11 zvezd v ozvezdju z oznakami od alfa do lambda (brez kape). Gould je kasneje dodal zvezde kapa, mi, ni, ksi in pi. Tako medle zvezde navadno ne bi bile poimenovane, a je to opravičeval z bližino nebesnega pola. Alfa Mize je nasvetlejša zvezda z magnitudo 5,09, s čimer je še komaj vidna. Miza je edino ozvezdje brez zvezde nad magnitudo 5. Ima pa 22 zvezd nad magnitudo 6,5.
3 najsvetlejše zvezde so:
- α Mize (zvezda Sončevega tipa - razred G7V, oddaljena 33,26 svetlobnih let.[11] Zemlji se je pred 250.000 leti približala na okoli 11 svetlobnih let)
- γ Mize (magnituda 5,19, 102 svetlobni leti, oranžna orjakinja razreda K2III)[12]
- β Mize (magnitufa 5,31, 790 svetlobnih let, rumena orjakinja razreda G8III, stara 270 milijonov let[13], leži pred Velikim Magellanovim oblakom)[14]

### Objekti globokega neba
Veliki Magellanov oblak leži delno znotraj meja ozvezdja, večina pa se ga nahaja v sosednji Zlati ribi. Gre za satelitsko galaksijo Rimske ceste, oddaljeno 163.000 svetlobnih let. Med drugim vključuje:
- W Mize je nenavadna rumenobela nadojakinja redkega razreda zvezd spremeljivk R Coronae Borealis[17]
- HD 268835 je modra nadorjakinja, obdana z diskom prahu[18]
- NGC 1987 je kroglasta zvezdna kopica, stara okoli 600 milijonov let s pomembno populacijo rdečih starajočih se zvezd[19]
- NGC 1848 je 27 milijonov let stara odprta zvezdna kopica[20]

Miza svebuje precej odprtih zvezdnih kopic, ki jih lahko z večjim teleskopom zlahka opazujemo.
- PKS 0637-752 je kvazar, oddaljen 6 milijard svetlobnih let od Zemlje[22] z rdečim premikom z = 0.651. Izbrali so ga za prvo tarčo leta 1999 odprtega observatorija X-Ray Observatory. Posneli so fotografije curka plina, dolgega 326.000 svetlobnih let, ki se vidi v radijskih, optičnih in X-žarčnih valovnih dolžinah.[23]